# Gran Premi de Bèlgica del 2022
El Gran Premi de Bèlgica de Fórmula 1, la catorzena cursa de la temporada 2022, és disputà al circuit de Spa-Francorchamps entre els dies 26 a 28 d'agost del 2022.

## Precedents
El circuit de Spa va patir canvis importants al traçat per motius de seguretat, amb la instal·lació de una segona volta addicional a les corbes Eau Rouge i Raidillon i també fou afegit graves d'escapatòria en sis corbes del circuit, que van ser: La Source, Raidillon, Blanchimont, Les Combes, Stavelot i Pouhon.
El pilot de proves de Red Bull, Liam Lawson debuta en una setmana de Gran Premi, substituint Pierre Gasly d'AlphaTauri en la primera sessió d'entrenaments lliures.

## Qualificació
La qualificació fou realitzada el dia 27 d'agost.
| Pos.               | Nº | Pilot            | Equip/Motor           | Part 1   | Part 2   | Part 3   | Graella |
| ------------------ | -- | ---------------- | --------------------- | -------- | -------- | -------- | ------- |
| 1                  | 1  | Max Verstappen   | Red Bull-RBPT         | 1:44.581 | 1:44.723 | 1:43.665 | 141     |
| 2                  | 55 | Carlos Sainz Jr. | Ferrari               | 1:45.050 | 1:45.418 | 1:44.297 | 1       |
| 3                  | 11 | Sergio Pérez     | Red Bull-RBPT         | 1:45.377 | 1:44.794 | 1:44.462 | 2       |
| 4                  | 16 | Charles Leclerc  | Ferrari               | 1:45.572 | 1:44.551 | 1:44.553 | 152     |
| 5                  | 31 | Esteban Ocon     | Alpine-Renault        | 1:46.039 | 1:45.475 | 1:45.180 | 163     |
| 6                  | 14 | Fernando Alonso  | Alpine-Renault        | 1:46.075 | 1:45.552 | 1:45.368 | 3       |
| 7                  | 44 | Lewis Hamilton   | Mercedes              | 1:45.736 | 1:45.420 | 1:45.503 | 4       |
| 8                  | 63 | George Russell   | Mercedes              | 1:45.650 | 1:45.461 | 1:45.776 | 5       |
| 9                  | 23 | Alexander Albon  | Williams-Mercedes     | 1:45.672 | 1:45.675 | 1:45.837 | 6       |
| 10                 | 4  | Lando Norris     | McLaren-Mercedes      | 1:45.745 | 1:45.603 | 1:46.178 | 173     |
| 11                 | 3  | Daniel Ricciardo | McLaren-Mercedes      | 1:46.212 | 1:45.767 |          | 7       |
| 12                 | 10 | Pierre Gasly     | AlphaTauri-RBPT       | 1:46.183 | 1:45.827 |          | 8       |
| 13                 | 24 | Guanyu Zhou      | Alfa Romeo-Ferrari    | 1:46.178 | 1:46.085 |          | 184     |
| 14                 | 18 | Lance Stroll     | Aston Martin-Mercedes | 1:46.256 | 1:46.611 |          | 9       |
| 15                 | 47 | Mick Schumacher  | Haas-Ferrari          | 1:46.342 | 1:47.718 |          | 194     |
| 16                 | 5  | Sebastian Vettel | Aston Martin-Mercedes | 1:46.344 |          |          | 10      |
| 20                 | 6  | Nicholas Latifi  | Williams-Mercedes     | 1:47.866 |          |          | 11      |
| 17                 | 20 | Kevin Magnussen  | Haas-Ferrari          | 1:46.401 |          |          | 12      |
| 18                 | 22 | Yuki Tsunoda     | AlphaTauri-RBPT       | 1:46.557 |          |          | 13      |
| 19                 | 77 | Valtteri Bottas  | Alfa Romeo-Ferrari    | 1:46.692 |          |          | PL      |
| 107%Temps:1:51.901 |    |                  |                       |          |          |          |         |
| Font:              |    |                  |                       |          |          |          |         |

Notes
- ^1  – Max Verstappen va començar la carrera al fons de la graella per superar la seva quota d'elements de la unitat de potència. També va rebre una penalització de cinc llocs a la graella per una nova transmissió de la caixa de canvis. El penal no va fer cap diferència, ja que havia de començar des del fons de la graella.
- ^2  – Charles Leclerc va començar la cursa al fons de la graella per superar la seva quota d'elements de potència. També va rebre una penalització de 10 llocs per a una nova caixa de transmissió i caixa de canvis. El penal no va fer cap diferència, ja que havia de començar des del fons de la graella.
- ^3  – Esteban Ocon i Lando Norris van començar la cursa al fons de la graella per superaren les seves quotes d'elements de potència.
- ^4  – Guanyu Zhou i Mick Schumacher van ser penalitzats per 10 llocs per canviaren les caixes de transmissió i de canvis. També van començar la carrera des del fons de la graella per superaren les seves quota d'elements de la unitat de potència.

## Resultats de la cursa
La cursa fou realitzada el dia 28 d'agost.
| Pos.                                                                     | Nº | Pilot            | Equip/Motor           | Voltes | Temps/Retirada | Graella | Punts |
| ------------------------------------------------------------------------ | -- | ---------------- | --------------------- | ------ | -------------- | ------- | ----- |
| 1                                                                        | 1  | Max Verstappen   | Red Bull-RBPT         | 44     | 1:25:52.894    | 14      | 261   |
| 2                                                                        | 11 | Sergio Pérez     | Red Bull-RBPT         | 44     | +17.841        | 2       | 18    |
| 3                                                                        | 55 | Carlos Sainz Jr. | Ferrari               | 44     | +26.886        | 1       | 15    |
| 4                                                                        | 63 | George Russell   | Mercedes              | 44     | +29.140        | 5       | 12    |
| 5                                                                        | 14 | Fernando Alonso  | Alpine-Renault        | 44     | +1:13.256      | 3       | 10    |
| 6                                                                        | 16 | Charles Leclerc  | Ferrari               | 44     | +1:14.9362     | 15      | 8     |
| 7                                                                        | 31 | Esteban Ocon     | Alpine-Renault        | 44     | +1:15.640      | 16      | 6     |
| 8                                                                        | 5  | Sebastian Vettel | Aston Martin-Mercedes | 44     | +1:18.107      | 10      | 4     |
| 9                                                                        | 10 | Pierre Gasly     | AlphaTauri-RBPT       | 44     | +1:32.181      | PL      | 2     |
| 10                                                                       | 23 | Alexander Albon  | Williams-Mercedes     | 44     | +1:41.900      | 6       | 1     |
| 11                                                                       | 18 | Lance Stroll     | Aston Martin-Mercedes | 44     | +1:43.078      | 9       |       |
| 12                                                                       | 4  | Lando Norris     | McLaren-Mercedes      | 44     | +1:44.739      | 17      |       |
| 13                                                                       | 22 | Yuki Tsunoda     | AlphaTauri-RBPT       | 44     | +1:45.207      | PL      |       |
| 14                                                                       | 24 | Guanyu Zhou      | Alfa Romeo-Ferrari    | 44     | +1:46.252      | 18      |       |
| 15                                                                       | 3  | Daniel Ricciardo | McLaren-Mercedes      | 44     | +1:47.163      | 7       |       |
| 16                                                                       | 20 | Kevin Magnussen  | Haas-Ferrari          | 43     | +1 volta       | 12      |       |
| 17                                                                       | 47 | Mick Schumacher  | Haas-Ferrari          | 43     | +1 volta       | 19      |       |
| 18                                                                       | 6  | Nicholas Latifi  | Williams-Mercedes     | 43     | +1 volta       | 11      |       |
| Ret                                                                      | 77 | Valtteri Bottas  | Alfa Romeo-Ferrari    | 0      | Col·lisió      | 13      |       |
| Ret                                                                      | 44 | Lewis Hamilton   | Mercedes              | 0      | Col·lisió      | 4       |       |
| Volta ràpida: — Max Verstappen (Red Bull-RBPT) – 1:44.297 (en el lap 32) |    |                  |                       |        |                |         |       |
| Font:                                                                    |    |                  |                       |        |                |         |       |

Notes
- ^1  – Inclòs punt extra per volta ràpida.
- ^2  – Charles Leclerc va finalitzar en cinquè posició, però va ser penalitzat en 5 segons per excedir la velocitat al pitlane. Amb això, va finalitzar en sisè lloc.

## Classificació després de la cursa
| Pos. | Pilot            | Punts | Canvis |
| ---- | ---------------- | ----- | ------ |
| 1    | Max Verstappen   | 284   | =      |
| 2    | Sergio Pérez     | 191   | 1      |
| 3    | Charles Leclerc  | 186   | 1      |
| 4    | Carlos Sainz Jr. | 171   | 1      |
| 5    | George Russell   | 170   | 1      |

| Pos. | Constructor      | Punts | Canvis |
| ---- | ---------------- | ----- | ------ |
| 1    | Red Bull-Honda   | 475   | =      |
| 2    | Ferrari          | 357   | =      |
| 3    | Mercedes         | 316   | =      |
| 4    | Alpine-Renault   | 115   | =      |
| 5    | McLaren-Mercedes | 95    | =      |